# Great Neston
Great Neston var en civil parish från 1866 till 1894 då den blev en del av Neston cum Parkgate, i grevskapet Cheshire, i England. Civil parish hade 2 240 invånare år 1891.